# Cosa (Südliches Anhalt)
Cosa ist ein Ortsteil der Stadt Südliches Anhalt im Landkreis Anhalt-Bitterfeld in Sachsen-Anhalt.

## Geographische Lage
Cosa liegt etwa zehn Kilometer südöstlich der Kreisstadt Köthen (Anhalt) im Landkreis Anhalt-Bitterfeld. Im Osten des Ortes grenzt mit dem Ort Pösigk direkt ein weiterer Ortsteil der Stadt Südliches Anhalt an. Nördlich von Cosa liegt Ziebigk, nordwestlich Prosigk, westlich Fernsdorf und südlich Gnetsch. 

## Geschichte
Die erste urkundliche Erwähnung des Dorfes stammt aus dem Jahr 1315. Als Besitzer ist Heinrich von Ulsendorf genannt. Dieser schenkte das Vorwerk Cosa der Priorin des Coswiger Frauenklosters Hedwig von Anhalt. Nach ihrem Tod ging der Besitz an das Kloster über. Im 16. und 17. Jahrhundert war Cosa im Besitz der Familie von Rabiel, anschließend wurde es Fürstenbesitz. Im Dreißigjährigen Krieg wurde auch Cosa nicht verschont: 1631 wurde ein Kriegsschaden in Höhe von 423 Talern, 1637 von Höhe von 119 Talern und 6 Groschen vermerkt. Der Ort gehörte wie die meisten Orte der heutigen Stadt Südliches Anhalt historisch immer zu Anhalt.
Am 20. Juli 1950 wurden die bis dahin eigenständigen Gemeinden Pösigk und Ziebigk nach Cosa eingemeindet. Am 1. Januar 2005 wurde Cosa mit seinen beiden Ortsteilen nach Prosigk eingemeindet. Am 1. Januar 2010 schloss sich Prosigk wiederum mit 17 anderen Gemeinden zur Stadt Südliches Anhalt zusammen.

## Name
Der Name Cosa ist möglicherweise slawischen Ursprungs. Dort bedeutet Koza Ziege.

## Verkehrsanbindung
Über die Cosaer Straße ist nach einem Kilometer in westlicher Richtung die Bundesstraße 183 erreichbar.
Bis zur Stilllegung der Bahn 1946 hatte Cosa einen Bahnhof an der Bahnstrecke Köthen–Radegast der Dessau-Radegast-Köthener Bahn. 